# زندگی الآن شروع می‌شود
زندگی الان شروع می‌شود نام سومین آلبوم رسمی گروه کانادایی تری دیز گریس می‌باشد که در ۲۲ سپتامبر ۲۰۰۹ منتشر شد. اولین تک‌آهنگ این آلبوم «شکست» نام دارد که در تاریخ ۱ سپتامبر ۲۰۰۹ انتشار یافت.

## ارائه
تری دیز گریس آلبوم را در در اوایل مارس ۲۰۰۹ در ونکور ضبط کرد که در اواخر ماه اوت اتمام یافت. در همان ماه اعلام شد که آلبوم در ۲۲ سپتامبر ۲۰۰۹ وارد بازار خواهد شد. ترانهٔ «زندگی خوب» مستر شدوز خواننده گروه اویجند سونفولد نیز با آدام گانتیر هم آواز است.

## فهرست آهنگ‌ها
۱- طعم تلخ
۲- شکست
۳- دنیای خیلی سرد
۴- ماندن در تو
۵- زندگی خوب
۶- بس است دیگر
۷- آخرین شناخت
۸- کسایی که بیم دارند
۹- قلدری
۱۰- بدون تو
۱۱- سقوط
۱۲- زندگی الان شروع می‌شود
۲- Break
۳- World So Cold
۴- Lost in You
۵- The Good Life
۶- No More
۷- Last to Know
۸- Someone Who Cares
۹- Bully
۱۰- Without You
۱۱- Goin' Down
۱۲- Life Starts Now

## پدیدآورندگان
- آدام گانتیر : آواز - ریتم گیتار
- نیل سندرسون : درامز
- برد والست : بیس گیتار
- بری استاک : لید گیتار
- مستر شدوز : هم آواز در آهنگ زندگی خوب
- هاوارد بنسون : تهیه کننده